# Alba Berlin Basketballteam 2008-2009
Questa voce raccoglie le informazioni riguardanti l'Alba Berlin Basketballteam nelle competizioni ufficiali della stagione 2008-2009.

## Stagione
La stagione 2008-2009 dell'Alba Berlin Basketballteam è la 18ª nel massimo campionato tedesco di pallacanestro, la Basketball-Bundesliga.

## Roster
Aggiornato al 24 maggio 2021.
| Alba Berlin 2008-09 | Alba Berlin 2008-09 |
| Giocatori           | Staff tecnico       |
| ------------------- | ------------------- |

| N. | Naz.                   | Ruolo | Nome                  | Anno | Alt.   | Peso   |  |
| -- | ---------------------- | ----- | --------------------- | ---- | ------ | ------ |  |
| 4  | Stati Uniti (bandiera) | GA    | Casey Jacobsen        | 1981 | 198 cm | 98 kg  |  |
| 5  | Germania (bandiera)    | G     | Johannes Herber       | 1983 | 197 cm | 93 kg  |  |
| 6  | Germania (bandiera)    | P     | Steffen Hamann        | 1981 | 192 cm | 85 kg  |  |
| 7  | Germania (bandiera)    | AP    | Philip Zwiener        | 1985 | 201 cm | 98 kg  |  |
| 8  | Serbia (bandiera)      | AG    | Dragan Dojčin         | 1976 | 205 cm | 101 kg |  |
| 9  | Stati Uniti (bandiera) | AG    | Ansu Sesay            | 1976 | 205 cm | 102 kg |  |
| 10 | Montenegro (bandiera)  | C     | Blagota Sekulić       | 1982 | 210 cm | 116 kg |  |
| 11 | Stati Uniti (bandiera) | PG    | Julius Jenkins        | 1981 | 187 cm | 81 kg  |  |
| 12 | Stati Uniti (bandiera) | P     | Rashad Wright         | 1982 | 189 cm | 86 kg  |  |
| 13 | Germania (bandiera)    | C     | Patrick Femerling (C) | 1975 | 215 cm | 116 kg |  |
| 14 | Stati Uniti (bandiera) | AC    | Adam Chubb            | 1981 | 208 cm | 113 kg |  |
| 16 | Germania (bandiera)    | C     | Andreas Seiferth      | 1989 | 209 cm | 113 kg |  |
| 17 | Germania (bandiera)    | C     | Oliver Clay           | 1987 | 206 cm | 98 kg  |  |
| 19 | Germania (bandiera)    | G     | Oskar Faßler          | 1988 | 198 cm | 90 kg  |  |
| 21 | Slovenia (bandiera)    | AG    | Dragiša Drobnjak      | 1977 | 200 cm | 102 kg |  |
| 23 | Stati Uniti (bandiera) | G     | Immanuel McElroy      | 1980 | 194 cm | 95 kg  |  |
| 32 | Serbia (bandiera)      | AG    | Aleksandar Nađfeji    | 1976 | 202 cm | 104 kg |  |
| -  | Germania (bandiera)    | P     | Thomas Schoeps        | 1989 | 188 cm | 82 kg  |  |

| Allenatore                                                                                                 |
| - Luka Pavićević                                                                                           |
| Assistente/i                                                                                               |
| - Petar Aleksić - Konstantin Lwowsky - Mihajlo Svraka Legenda - (C) Capitano - (IN) Inattivo - Infortunato |

## Mercato

### Sessione estiva
| Acquisti | Acquisti         | Acquisti          | Acquisti      | Acquisti |
| R.       | Nome             | da                | Modalità      |          |
| -------- | ---------------- | ----------------- | ------------- | -------- |
| G        | Casey Jacobsen   | Memphis Grizzlies | definitivo    |          |
| P        | Steffen Hamann   | Bamberger         | definitivo    |          |
| C        | Andreas Seiferth | TuS Lichterfelde  | fine prestito |          |
| C        | Oliver Clay      | TuS Lichterfelde  | definitivo    |          |
| P        | Rashad Wright    | Efes Pilsen       | definitivo    |          |
| AC       | Adam Chubb       | Artland Dragons   | definitivo    |          |
| AG       | Ansu Sesay       | Olimpia Milano    | definitivo    |          |

| Cessioni | Cessioni         | Cessioni         | Cessioni       | Cessioni |
| R.       | Nome             | a                | Modalità       |          |
| -------- | ---------------- | ---------------- | -------------- | -------- |
| AG       | Goran Nikolić    | Paniōnios        | fine contratto |          |
| P        | Bobby Brown      | Sacramento Kings | fine contratto |          |
| A        | Yannick Evans    | Schalke 04       | fine contratto |          |
| C        | Phillipp Heyden  | BSG Ludwigsburg  | fine contratto |          |
| P        | Nicolai Simon    | Erdgas Ehingen   | fine contratto |          |
| C        | Mladen Pantić    | Kavala           | fine contratto |          |
| PG       | Aleksandar Rašić | Partizan         | fine contratto |          |

### Dopo l'inizio della stagione
| Acquisti | Acquisti         | Acquisti        | Acquisti         | Acquisti   |
| R.       | Nome             | da              | Data             | Modalità   |
| -------- | ---------------- | --------------- | ---------------- | ---------- |
| AG       | Dragiša Drobnjak | Krka Novo mesto | 17 ottobre 2008  | definitivo |
| C        | Blagota Sekulić  | Aris Salonicco  | 19 febbraio 2009 | definitivo |

| Cessioni | Cessioni         | Cessioni        | Cessioni         | Cessioni       |
| R.       | Nome             | a               | Data             | Modalità       |
| -------- | ---------------- | --------------- | ---------------- | -------------- |
| AG       | Dragiša Drobnjak | Turów Zgorzelec | 15 dicembre 2008 | fine contratto |